# Dolls Point, New South Wales
Dolls Point este o suburbie în Sydney, Australia.